# UNIVERSE (RENOのアルバム)
『UNIVERSE』（ユニバース）は、日本のギタリスト・RENOが2015年11月4日にNouveau parfumから発売した1枚目のオリジナルアルバムである。

## 内容
ViViD解散後に発売された、初のオリジナルアルバム。
今作は「GUITAR LIFE」をテーマに制作された、ギターによるインストゥルメンタルで構成されている。

## 収録曲
1. Distorted View
2. Super:NovA
3. From the sky
4. apollo
5. Boogie
6. CORE
7. White page
8. Sonic Attack
9. Milky Way
10. Collision of Universe